# Echipa națională de fotbal a Finlandei
Echipa națională de fotbal a Finlandei reprezintă Finlanda în competițiile fotbalistice ale FIFA. Responsabilitatea alcătuirii acestei echipe aparține Federației Finlandeze de fotbal.

## Campionate mondiale
- 1930 până în 1934 - nu s-a calificat
- 1938 - nu s-a calificat
- 1950 -
- 1954 până în 2010 - nu s-a calificat

## Campionate europene
- 1960 până în 1980 - nu s-a calificat
- 1988  până în 2016 - nu s-a calificat
- 2020 - Calificată

| Rezultate obținute la Campionatului European | Rezultate obținute la Campionatului European | Rezultate obținute la Campionatului European | Rezultate obținute la Campionatului European |
| Ediția                                       | Runda                                        | Scor                                         | Rezultat                                     |
| -------------------------------------------- | -------------------------------------------- | -------------------------------------------- | -------------------------------------------- |
| 2020                                         | Faza Grupelor                                | Finlanda 1 – 0 Danemarca                     | Victorie                                     |
| 2020                                         | Faza Grupelor                                | Finlanda 0 – 1 Rusia                         | Înfrângere                                   |
| 2020                                         | Faza Grupelor                                | Finlanda – Belgia                            |                                              |

## Campionatul Mondial de Fotbal 2010 (calificări)
| Echipa        | M  | V | E | Î | GM | GP | DG  | Pct |
| ------------- | -- | - | - | - | -- | -- | --- | --- |
| Germania      | 10 | 8 | 2 | 0 | 26 | 5  | +21 | 26  |
| Rusia         | 10 | 7 | 1 | 2 | 19 | 6  | +13 | 22  |
| Finlanda      | 10 | 5 | 3 | 2 | 14 | 14 | 0   | 18  |
| Țara Galilor  | 10 | 4 | 0 | 6 | 9  | 12 | −3  | 12  |
| Azerbaidjan   | 10 | 1 | 2 | 7 | 4  | 14 | −10 | 5   |
| Liechtenstein | 10 | 0 | 2 | 8 | 2  | 23 | −21 | 2   |

|               | Azerbaidjan | Finlanda | Germania | Liechtenstein | Rusia | Țara Galilor |
| ------------- | ----------- | -------- | -------- | ------------- | ----- | ------------ |
| Azerbaidjan   | –           | 1 – 2    | 0 – 2    | 0 – 0         | 1 – 1 | 0 – 1        |
| Finlanda      | 1 – 0       | –        | 3 – 3    | 2 – 1         | 0 – 3 | 2 – 1        |
| Germania      | 4 – 0       | 1 – 1    | –        | 4 – 0         | 2 – 1 | 1 – 0        |
| Liechtenstein | 0 – 2       | 1 – 1    | 0 – 6    | –             | 0 – 1 | 0 – 2        |
| Rusia         | 2 – 0       | 3 – 0    | 0 – 1    | 3 – 0         | –     | 2 – 1        |
| Țara Galilor  | 1 – 0       | 0 – 2    | 0 – 2    | 2 – 0         | 1 – 3 | –            |

## Lotul actual
Următorii 26 de jucători au fost incluși în lotul echipei pentru a disputa Campionatul European de Fotbal 2020.
Meciuri și goluri corecte la 16 iunie 2021, după meciul cu Rusia.
| Nr. | Poz. | Jucător                       | Data nașterii (vârsta)         | Selecții | Goluri | Club                |
| --- | ---- | ----------------------------- | ------------------------------ | -------- | ------ | ------------------- |
| 1   | P    | Lukáš Hrádecký (vice-captain) | 24 noiembrie 1989 (35 de ani)  | 67       | 0      | Bayer Leverkusen    |
| 12  | P    | Jesse Joronen                 | 21 martie 1993 (32 de ani)     | 14       | 0      | Brescia             |
| 23  | P    | Anssi Jaakkola                | 13 martie 1987 (38 de ani)     | 3        | 0      | Bristol Rovers      |
|     |      |                               |                                |          |        |                     |
| 2   | F    | Paulus Arajuuri               | 15 iunie 1988 (36 de ani)      | 53       | 3      | Pafos               |
| 3   | F    | Daniel O'Shaughnessy          | 14 septembrie 1994 (30 de ani) | 13       | 0      | HJK                 |
| 4   | F    | Joona Toivio                  | 10 martie 1988 (37 de ani)     | 75       | 3      | Häcken              |
| 5   | F    | Leo Väisänen                  | 23 iulie 1997 (27 de ani)      | 9        | 0      | Elfsborg            |
| 15  | F    | Niko Hämäläinen               | 5 martie 1997 (28 de ani)      | 7        | 0      | Queens Park Rangers |
| 16  | F    | Thomas Lam                    | 18 decembrie 1993 (31 de ani)  | 26       | 0      | PEC Zwolle          |
| 17  | F    | Nikolai Alho                  | 12 martie 1993 (32 de ani)     | 12       | 0      | MTK                 |
| 18  | F    | Jere Uronen                   | 13 iulie 1994 (30 de ani)      | 51       | 1      | Genk                |
| 22  | F    | Jukka Raitala                 | 15 septembrie 1988 (36 de ani) | 58       | 0      | Minnesota United    |
| 25  | F    | Robert Ivanov                 | 19 septembrie 1994 (30 de ani) | 4        | 0      | Warta Poznań        |
|     |      |                               |                                |          |        |                     |
| 6   | M    | Glen Kamara                   | 28 octombrie 1995 (29 de ani)  | 33       | 1      | Rangers             |
| 7   | M    | Robert Taylor                 | 21 octombrie 1994 (30 de ani)  | 20       | 1      | Brann               |
| 8   | M    | Robin Lod                     | 17 aprilie 1993 (31 de ani)    | 48       | 4      | Minnesota United    |
| 9   | M    | Fredrik Jensen                | 9 septembrie 1997 (27 de ani)  | 19       | 7      | FC Augsburg         |
| 11  | M    | Rasmus Schüller               | 18 iunie 1991 (33 de ani)      | 52       | 0      | Djurgården          |
| 13  | M    | Pyry Soiri                    | 22 septembrie 1994 (30 de ani) | 32       | 5      | Esbjerg             |
| 14  | M    | Tim Sparv (căpitan)           | 20 februarie 1987 (38 de ani)  | 82       | 1      | AEL                 |
| 19  | M    | Joni Kauko                    | 12 iulie 1990 (34 de ani)      | 27       | 0      | Esbjerg             |
| 24  | M    | Onni Valakari                 | 18 august 1999 (25 de ani)     | 5        | 1      | Pafos               |
|     |      |                               |                                |          |        |                     |
| 10  | A    | Teemu Pukki                   | 29 martie 1990 (34 de ani)     | 93       | 30     | Norwich City        |
| 20  | A    | Joel Pohjanpalo               | 13 septembrie 1994 (30 de ani) | 44       | 10     | Union Berlin        |
| 21  | A    | Lassi Lappalainen             | 24 august 1998 (26 de ani)     | 9        | 0      | CF Montréal         |
| 26  | A    | Marcus Forss                  | 18 iunie 1999 (25 de ani)      | 6        | 1      | Brentford           |

## Recorduri

### Cei mai selectați jucători
| #  | Nume              | Ani       | Selecții | Goluri |
| -- | ----------------- | --------- | -------- | ------ |
| 1  | Jari Litmanen     | 1989-     | 130      | 31     |
| 2  | Sami Hyypiä       | 1992-     | 105      | 5      |
| 3  | Jonatan Johansson | 1996-     | 101      | 22     |
| 4  | Ari Hjelm         | 1983-96   | 100      | 20     |
| 5  | Joonas Kolkka     | 1994-     | 97       | 11     |
| 6  | Erkka Petäjä      | 1983-94   | 83       | 0      |
| 7  | Arto Tolsa        | 1964-81   | 76       | 10     |
| =  | Hannu Tihinen     | 1997-     | 76       | 5      |
| 9  | Toni Kuivasto     | 1997-     | 73       | 1      |
| 10 | Mika Nurmela      | 1992-2007 | 71       | 4      |

### Golgheteri
| # | Nume                   | Ani       | Goluri | Selecții |
| - | ---------------------- | --------- | ------ | -------- |
| 1 | Jari Litmanen          | 1989-     | 31     | 129      |
| 2 | Jonatan Johansson      | 1996-     | 22     | 100      |
| 3 | Ari Hjelm              | 1983-96   | 20     | 100      |
| 4 | Mikael Forssell        | 1999-     | 19     | 65       |
| 5 | Mika-Matti Paatelainen | 1986-2000 | 18     | 70       |
| 6 | Verner Eklöf           | 1919-27   | 17     | 32       |
| 7 | Aulis Koponen          | 1924-35   | 16     | 39       |
| = | Gunnar Åström          | 1923-37   | 16     | 44       |
| 9 | William Kanerva        | 1922-38   | 13     | 51       |
| = | Jorma Vaihela          | 1947-54   | 13     | 33       |

## Antrenori
| Antrenor               | Nat       | Ani       | Meciuri | Victorii | Egaluri | Înfrângeri | Victorii % |
| ---------------------- | --------- | --------- | ------- | -------- | ------- | ---------- | ---------- |
| Nimeni                 |           | 1911–1921 | 17      | 6        | 2       | 9          | 35.3       |
| Jarl Öhman             | Finlanda  | 1922      | 4       | 1        | 0       | 3          | 25.0       |
| Nimeni                 |           | 1923–1935 | 77      | 22       | 12      | 43         | 28.6       |
| Ferdinand Fabra        | Germania  | 1936–1937 | 8       | 1        | 1       | 6          | 12.5       |
| Nimeni                 |           | 1937–1938 | 9       | 3        | 0       | 6          | 33.3       |
| Gábor Obitz            | Ungaria   | 1939      | 6       | 1        | 0       | 5          | 16.7       |
| Nimeni                 |           | 1939–1943 | 7       | 0        | 1       | 6          | 0.0        |
| Axel Mårtensson        | Suedia    | 1945      | 2       | 0        | 0       | 2          | 0.0        |
| Niilo Tammisalo        | Finlanda  | 1946      | 3       | 0        | 0       | 3          | 0.0        |
| Aatos Lehtonen         | Finlanda  | 1947–1955 | 51      | 7        | 9       | 35         | 13.7       |
| Kurt Weinreich         | Germania  | 1955–1958 | 23      | 3        | 1       | 19         | 13.0       |
| Aatos Lehtonen         | Finlanda  | 1959–1961 | 19      | 3        | 0       | 16         | 15.8       |
| Olavi Laaksonen        | Finlanda  | 1962–1974 | 91      | 16       | 21      | 54         | 17.6       |
| Martti Kosma           | Finlanda  | 1975      | 2       | 0        | 1       | 1          | 0.0        |
| Aulis Rytkönen         | Finlanda  | 1975–1978 | 30      | 8        | 4       | 18         | 26.7       |
| Esko Malm              | Finlanda  | 1979–1981 | 27      | 4        | 6       | 17         | 14.8       |
| Martti Kuusela         | Finlanda  | 1982–1987 | 53      | 9        | 11      | 33         | 17.0       |
| Jukka Vakkila          | Finlanda  | 1988–1992 | 48      | 7        | 21      | 20         | 14.6       |
| Tommy Lindholm         | Finlanda  | 1993–1994 | 25      | 5        | 7       | 13         | 20.0       |
| Jukka Ikäläinen        | Finlanda  | 1994–1996 | 21      | 7        | 4       | 10         | 33.3       |
| Richard Møller Nielsen | Danemarca | 1996–1999 | 34      | 9        | 12      | 13         | 26.5       |
| Antti Muurinen         | Finlanda  | 2000–2005 | 72      | 34       | 12      | 26         | 47.2       |
| Jyrki Heliskoski       | Finlanda  | 2005      | 6       | 2        | 2       | 2          | 33.3       |
| Roy Hodgson            | Anglia    | 2006–2007 | 22      | 6        | 11      | 5          | 27.3       |
| Stuart Baxter          | Anglia    | 2008–     | 7       | 2        | 2       | 3          | 28.57      |